# 佐々木高栄
佐々木 高栄（高榮、ささき こうえい、1846年（弘化3年8月） - 1915年（大正4年）7月3日）は、日本の政治家、衆議院議員（3期）。

## 経歴
安芸国安芸郡(のち広島県安芸郡、現・呉市)生まれ。安芸郡書記、広島県会議員、呉市会議員、同議長、和庄町長となる。
1894年3月の第3回衆議院議員総選挙において広島1区から自由党公認で立候補して当選した、続く同年9月の第4回衆議院議員総選挙で再選した。1898年3月の第5回衆議院議員総選挙では立憲自由党公認で立候補して三選した。衆議院議員を3期務め、同年8月の第6回衆議院議員総選挙では憲政党公認で立候補したが落選した。1915年に死去した。